# EI Водолея
EI Водолея (лат. EI Aquarii) — двойная затменная переменная звезда типа Алголя (EA) в созвездии Водолея на расстоянии приблизительно 1719 световых лет (около 527 парсеков) от Солнца. Видимая звёздная величина звезды — от +12,2m до +11,5m. Орбитальный период — около 1,2223 суток.

## Характеристики
Первый компонент — жёлто-белая звезда спектрального класса F. Эффективная температура — около 6332 К.